# Шашенко Олександр Миколайович
Шашенко Олександр Миколайович (нар. 9 серпня 1948) − професор (до 2016 року - завідувач) кафедри будівництва, геотехніки і геомеханіки Національного технічного університету "Дніпровська політехніка", доктор технічних наук, професор.

## Життєпис
Народився в Лисичанську Луганської області. В 1966 р. закінчив лисичанську середню школу № 5, у 1972 — Дніпропетровський гірничий інститут з відзнакою і отримав кваліфікацію «гірничий інженер-будівельник».
Кандидатську дисертацію захистив у 1980 р., докторську — у 1988. У 1989 р. отримав звання професора. З 1979 р. працював асистентом, а з 1984 р. — доцентом кафедри будівництва шахт і підземних споруд. З 1990 р.  до 2016 р. — завідувач, а з 2016 р. - професор, кафедри будівництва, геотехніки і геомеханіки, з 1995 р. до 2023 р. — проректор з міжнародних зв'язків Національного технічного університету "Дніпровська політехніка" (Національного гірничого університету).

## Наукова діяльність
Наукові інтереси Олександра Шашенка охоплюють механіку гірських порід і стійкості підземних виробок. Він є автором нової теорії здимання порід підошви в гірничих виробках шахт, що розташовані на великих глибинах, нової теорії міцності гірських порід і наукового відкриття № 131 (1999 р.). 
Професор Олександр Шашенко - засновник нового напряму у геомеханіці — статистичної геомеханіки, засновник та очільник наукової школи геомеханіки та підземного будівництва при НТУ "Дніпровська політехніка".
Здійснює велику роботу з підготовки кадрів вищої кваліфікації через аспірантуру і докторантуру: підготував понад 40кандидатів наук та докторів філософії, 12 докторів наук. 
Має понад 400 наукових і методичних праць, в тому числі — понад 12 монографій і 6 підручників.
Член спеціалізованої вченої ради Д 08.080.04 з захисту дисертацій при НТУ "Дніпровська політехніка". Експерт ВАК та ДАК України сфері геомеханіки і підземного будівництва.
У 1995 році обраний членом міжнародного товариства з геомеханіки (ISRM). 
Академік Академії гірничих наук,  Академії інженерних наук і Академії будівництва та архітектури України.

## Нагороди
Нагороджений: знаками «Шахтарська слава» 3-х ступенів, «Шахтарська доблесть» ; нагрудним знаком «Відмінник освіти України»; ювілейною медаллю Національного гірничого університеу. 
Заслужений діяч науки і техніки України (2002 р.).
Лауреат Державної премії України в області науки і техніки (2002 р.).
Заслужений професор НТУ "Дніпровська політехніка".
За свою плідну наукову діяльність має низку подяк від Міністерства освіти і науки  України, адміністрації області, міста, університету.

## Літературна діяльність
Професор Олександр Шашенко має незвичне хобі - він пише художні літератрні твори, що видаються за псевдонімом Александр Николаев. Його перу належать цикли романів "Зазеркалля" та "Клуб приватних розслідувань", а також містичний роман "Медальон". Особливість більшості цих творів - вплетена в їх сюжет реальна історія міста Дніпро (Катеринослав) та його околиць, історичних будівель та пам'яток архітектури, їх колишніх мешканців. Авторському стилю притаманні легкість пера, цікавість сюжету та тонкий гумор.